# Município de Paris (condado de Portage, Ohio)
O município de Paris (em inglês: Paris Township) é um município localizado no condado de Portage no estado estadounidense de Ohio. No ano de 2010 tinha uma população de 1.744 habitantes e uma densidade populacional de 28,89 pessoas por km².

## Geografia
O município de Paris encontra-se localizado nas coordenadas 41° 10′ 24″ N, 81° 02′ 18″ O. Segundo o Departamento do Censo dos Estados Unidos, o município tem uma superfície total de 60.38 km², da qual 57,38 km² correspondem a terra firme e (4.97 %) 3 km² é água.

## Demografia
Segundo o censo de 2010, tinha 1.744 habitantes residindo no município de Paris. A densidade populacional era de 28,89 hab./km². Dos 1.744 habitantes, o município de Paris estava composto pelo 98,45 % brancos, o 0,29 % eram afroamericanos, o 0,17 % eram amerindios, o 0,11 % eram asiáticos e o 0,97 % eram de uma mistura de raças. Do total da população o 0,57 % eram hispanos ou latinos de qualquer raça.